# 豊島景村
豊島 景村（としま かげむら）は、鎌倉時代後期から南北朝時代にかけての武将。父は豊島泰友。養子に豊島輝時。官位は従五位下・左近大夫。
としまえんの名前の由来にもなっている。
その事跡は「泰盈本豊嶋氏系図」（江戸時代に旗本豊島氏が作成した系図）や「道場寺過去帳」に現れる。

## 生涯
兄の泰景の死後、その子の朝泰が幼少だったために家督を継ぎ、武蔵国石神井城主となり、豊嶋郡、足立郡、新座郡、多摩郡、児玉郡に所領を持った。
元弘年間（1331年-1334年）に王子権現社を修造再興。
建武2年（1335年）鎌倉幕府最後の得宗北条高時の遺児・時行が挙兵して鎌倉を奪還。だが、足利尊氏の反撃を受けて鎌倉を追われた（中先代の乱）。逃亡中の時行は景村の館に匿われ、そこで一子をもうけた。景村には子がなかったためにその子を養子として家を継がせた。元服して輝時と名乗った。
南北朝の争乱が起こると新田義貞、義興に属して南朝に忠勤して従五位下左近大夫を賜る。豊島氏中興の英主とされ、甥の朝泰が成人すると家督と宗家の所領は全て返した。
南朝に忠勤したという景村だが、より信頼性が高いと考えられている「豊島宮城文書」（豊島氏一族の旗本宮城氏の文書類）によれば、北朝方（足利氏）からの暦応元年（1338年）の宗朝（朝泰の子）宛ての着到状と康永元年（1342年）の朝泰宛の着到状が残っており、豊島氏が南北朝の争乱の比較的早い時期から足利氏に与していたことが分かる。
また、中先代の乱に敗れた時行が景村の館で一子をなしたとされるが、この時、時行は10歳前後（一説には3歳程度）の幼児であり、子をなすことはありえない。時行の死の直前（正平8年/文和2年（1353年）、25歳前後？）に輝時を引き取ったと解釈もできるが、いずれにせよ江戸時代の家伝や寺伝にありがちな多分に創作的な話である。
また、豊島宮城系図には景村の名は見えない。
これらのことから、近年の豊島氏研究では南朝方で活躍したという景村とその養子の輝時について語られることは少ない。